# Arnor

Wapen van Arnor

Arnor (Nederlands: koninklijk land) is een rijk uit de boeken van J.R.R. Tolkien in het noorden van Eriador, grenzend aan Lindon in het westen en Rivendel in de Hithaeglir, de Nevelbergen in het oosten.

## Geschiedenis
Arnor was een van de twee door de Dúnedain gestichte koninkrijken in Midden-aarde. Het werd na de ondergang van Númenor gesticht door Elendil.
Van de stichting (II 3320) tot III 861 was Annúminas de hoofdstad. Vanaf 861 tot aan de val van het rijk in III 1974 Fornost.
In tegenstelling tot Gondor bloeide Arnor niet. Arnor was dunbevolkt en na de ramp van de Irisvelden waarbij Isildur met zijn drie oudste zonen en een groot leger van Dúnedain omkwam, werd Arnor meteen al beroofd van een groot deel van zijn mankracht. In retrospect kan worden gezegd dat Arnor dit verlies nooit meer te boven kwam.
Na de dood van koning Eärendur in 861 van de Derde Era werd Arnor na een korte burgeroorlog verdeeld onder zijn zonen in Arthedain, Cardolan en Rhudaur. Hoewel er nooit sprake was van een openlijke oorlog tussen de drie koninkrijken, was er wel een grensgeschil over de Weerheuvels, het strategische fort Amon Sûl en de palantír die daar gehuisvest was.
De koninklijke lijn in Cardolan en Rhudaur stierf uit en in 1349 claimde de koning van Arthedain weer het hele gebied als Arnor. Rhudaur was echter onder de controle gekomen van de Tovenaar-koning van Angmar en verwierp de claim.

## Rhudaur
Rhudaur was het meest oostelijke koninkrijk van de drie. De grenzen van Rhudaur waren de Hithaeglir in het oosten, de Bruinen in het zuidoosten, de Mitheithel in het zuidwesten en de Weerheuvels in het westen. Ook deelde het rijk een grens met Cardolan langs de West-Oostweg naar Rivendel. De enige nederzetting van betekenis in de omgeving van Rhudaur was Rivendel, maar deze stad maakte zelf geen deel uit van het koninkrijk.
Rhudaur verschilde van de andere twee koninkrijken in het feit dat het aandeel Dúnedain in de plaatselijke bevolking erg klein was. Deze werden dan ook snel overschaduwd door de plaatselijke heuvelvolkeren. Zij namen, met hulp van het koninkrijk Angmar, de macht over van de Dúnedain en verdreven hen. Hierna vormde het koninkrijk een bondgenootschap met Angmar. In het jaar 1356 van de Derde Era nam Rhudaur aan de zijde van Angmar deel aan een aanval op de Weerheuvels. Daar waren de soldaten van Rhudaur verantwoordelijk voor het sneuvelen van koning Argeleb I van Arthedain. In het jaar 1409 van de Derde Era werd het koninkrijk opgeheven en door Angmar ingelijfd.

## Cardolan
Cardolan (Sindarijns voor Land van Rode Heuvels) omvatte geheel Minhiriath en de grenzen lagen bij de rivieren Baranduin in het westen, de Mitheithel in het oosten en de Gwathló in het zuidoosten. De noordgrens werd gevormd door de West-Oostweg, die van Breeg naar Rivendel liep. Het rijk was dunbevolkt en de enige stad in het land was het deel van Tharbad dat aan de westoever van de Gwathló lag.
Nadat het kwade koninkrijk Angmar controle had gekregen over Rhudaur eindigde het geschil en sloot Cardolan een bondgenootschap met Arthedain. Nadat Angmar Rhudaur had ingelijfd in 1409 werd Cardolan binnengevallen, werd het koninkrijk vernietigd en het gebied nog verder ontvolkt. In het jaar 1636 kwam de rest van de bevolking om in de grote pestepidemie van dat jaar. Hierna werden de landen die tot Cardolan hadden behoord slechts bewoond door kleine groepen jagers, met name in de zuidelijke Eryn Vorn.
In Cardolan lagen ook de Tyrn Gorthad, de Grafheuvels waar de koningen van Arnor lagen begraven. Nadat Cardolan werd veroverd stuurde de Tovenaar-Koning van Angmar grafgeesten naar de heuvels om ze onveillig te maken. In het jaar 3018 komt Frodo Balings een grafgeest tegen als hij via de Grafheuvels naar Rivendel wil reizen.

## Arthedain
De enige zoon van Eärendur die bij naam genoemd werd was de oudste zoon, Amlaith. Hoewel hij in 861 de rechtmatige koning van Arnor was, was hij niet sterk genoeg om de burgeroorlog te winnen. Daarop stichtte hij het koninkrijk Arthedain. In Arthedain waren de Dúnedain, afstammelingen van de Mensen van Númenor het talrijkst. De erfgenamen van Isildur wisten in Arthedain een stevige machtsbasis te vormen. Amlaith verplaatste de hoofdstad van Arthedain van Annúminas naar Fornost.
Arthedain omvatte heel Eriador tot aan de Weerheuvels. De zuidgrens met Cardolan liep langs de Baranduin en de grote West-Oostweg van Breeg naar Rivendel.
Tijdens de heerschappij van Amlaiths zoon Beleg was later, volgens de Istari, Sauron teruggekeerd naar Midden-aarde. Toen Mallor, kleinzoon van Amlaith, koning was, kwamen de Istari aan in het noordwesten van Midden-aarde, niet ver van Arthedain. Ook betraden de Hobbits voor het eerst Arthedain en nam Sauron zijn intrek in Dol Guldur.
Honderd jaar lang heerste er vrede in Arthedain. In het jaar 1300 kwam de leider van Ringgeesten, naar Eriador, stichtte het koninkrijk Angmar en werd bekend als de Tovenaar-koning van Angmar. Rhudaur, waar de Dúnedain nooit talrijk waren geweest, viel onder de invloed van Angmar. Als reactie op deze bedreiging vormde Arthedain en bondgenootschap met Cardolan. Van regelrechte oorlog was nog geen sprake.
Oorlog brak pas uit onder de heerschappij van koning Argeleb I. Argeleb zag dat de Dúnedain van Cardolan en Rhudaur snel in aantal afnamen. Daarom verklaarde hij dat zijn koninkrijk een voortzetting was van het oude Arnor. De Tovenaar-koning van Angmar zag dit als een bedreiging van zijn macht en in het jaar 1356 van de Derde Era viel Angmar Arthedain aan. Argeleb kwam om in de strijd. Zijn zoon Arveleg I wist met de hulp van Lindon een defensieve lijn te behouden langs de Weerheuvels. In het jaar 1409 braken Angmar en Rhudaur echter door de linies heen en Arveleg liet het leven. Zijn zoon Araphor moest volgens de annalen een belegering van Fornost door Angmar doorstaan. Zijn zoon Argeleb II werd bekend omdat hij de landen ten westen van de Baranduin waar veel Hobbits woonden, zelfbestuur gaf in het jaar 1601. De streek werd bekend als de Gouw.
In het jaar 1636 werd Arthedain zwaar getroffen door de Grote Pestepidemie. Koning Araval wist een grote overwinning op de Tovenaar-koning te boeken en deed een poging om Cardolan weer te bevolken met zijn eigen mensen. Deze successen waren echter van korte duur. Zijn zoon Araphant probeerde de betrekkingen met Gondor aan te halen. Hij huwelijkte zijn zoon Arvedui uit aan Fíriel, de dochter van koning Ondoher van Gondor. Ondoher en zijn beide zonen kwamen in het jaar 1944 om in de strijd tegen de Oosterlingen. Arvedui claimde de troon van Gondor op basis van zijn huwelijk met Fíriel en omdat hij meende als erfgenaam van Isildur recht te hebben op de troon. De Stadhouder van Gondor, Pelendur, die bemiddelde over de troonopvolging dacht hier anders over en verhief de generaal die de Oosterlingen had verslagen, Eärnil, tot koning.
Arvedui, inmiddels zelf koning, kwam in grote problemen toen in het jaar 1974 Era Angmar Arthedain onder de voet liep. Arvedui vroeg Gondor om hulp, maar deze kwam pas een jaar later. Toen was Arthedain al onder de voet gelopen. Arvedui vluchtte naar de IJszee van Forochel. Círdan, de heerser van Lindon, stuurde een schip om hem te redden, maar Arvedui verdronk toen dat schip verging. De versterkingen van Gondor vernietigden uiteindelijk Angmar in de Slag bij Fornost. Arvedui's zoon Aranarth had de strijd overleefd, maar besloot het koninkrijk geen nieuw leven in te blazen omdat de Dúnedain zwaar uitgedund waren. Aranarth verzamelde zijn verspreide volk en werd het eerste Hoofd van de Dúnedain.
Pas na de overwinning in de Oorlog om de Ring aan het einde van de Derde Era werd het koninkrijk hersteld en werd het laatste Hoofd Aragorn II de nieuwe koning van zowel Arnor als Gondor.